# AMC-2
O AMC-2 (anteriormente conhecido por GE-2) é um satélite de comunicação geoestacionário construído pela Lockheed Martin que está localizado na posição orbital de 84,9 graus de longitude oeste, em órbita inclinada, ele foi operado inicialmente pela GE Americom e atualmente o mesmo é operado pela SES. O satélite foi baseado na plataforma A2100A e sua expectativa de vida útil era de 15 anos.

## História
O satélite GE-2 foi renomeado para AMC-2, quando a GE Americom foi vendida para a SES. A série AMC é uma continuação da velha série RCA/GE Satcom. Ele substituiu o Satcom K1 na posição orbital de 85 graus de longitude oeste.
Foi feito em 2014, um pedido para reorientar o seu feixe de banda Ku da América do Sul para à América do Norte.

## Lançamento
O satélite foi lançado com sucesso ao espaço no dia 30 de janeiro de 1997, por meio de um veículo Ariane-44L H10-3 a partir do Centro Espacial de Kourou na Guiana Francesa, juntamente com o satélite Nahuel 1A. Ele tinha uma massa de lançamento de 2.648 kg.

## Capacidade
O AMC-2 era equipado com 24 transponders de banda C e 24 de banda Ku para prestar serviços de telecomunicação.